# U-222
| U-222                                                                                    | U-222 | U-222 |
| ---------------------------------------------------------------------------------------- | --- | --- |
| U 222                                                                                    | | |
|                                                                                          | | |
| Зображення підводного човна підтипу VIIC                                                 | | |
| Верф                                                                                     | Friedrich Krupp Germaniawerft, Кіль                                                                                | Friedrich Krupp Germaniawerft, Кіль                                                                                |
| Під прапором                                                                             | Третій Рейх | Третій Рейх |
| Належність                                                                               | Крігсмаріне | Крігсмаріне |
| Порт приписки                                                                            | Кенігсберг, Данциг                                                                                                 | Кенігсберг, Данциг                                                                                                 |
| Замовлення                                                                               | 15 серпня 1940 | 15 серпня 1940 |
| Закладений                                                                               | 16 червня 1941 | 16 червня 1941 |
| Спуск на воду                                                                            | 28 березня 1942 | 28 березня 1942 |
| Введений до складу флоту                                                                 | 23 травня 1942 | 23 травня 1942 |
| На службі                                                                                | 1942 | 1942 |
| Загибель                                                                                 | 2 вересня 1942 року затонув у Балтійському морі західніше Піллау після зіткнення з U-626                           | 2 вересня 1942 року затонув у Балтійському морі західніше Піллау після зіткнення з U-626                           |
| Бойовий досвід                                                                           | Друга світова війна Битва за Атлантику                                                                             | Друга світова війна Битва за Атлантику                                                                             |
| Проєкт                                                                                   | | |
| Тип ПЧ                                                                                   | середній торпедний ДПЧ                                                                                             | середній торпедний ДПЧ                                                                                             |
| Вартість                                                                                 | 4 714 000 ℛℳ | 4 714 000 ℛℳ |
| Основні характеристики                                                                   | | |
| Швидкість (надводна)                                                                     | 17,9 вузла | 17,9 вузла |
| Швидкість (підводна)                                                                     | 8 вузла | 8 вузла |
| Робоча глибина занурення                                                                 | 100 м | 100 м |
| Гранична глибина занурення                                                               | 220 м | 220 м |
| Автономність плавання                                                                    | 135—174 км на швидкості 4 вузли (в підводному положенні) 11 470 км на швидкості 10 вузлів (у надводному положенні) | 135—174 км на швидкості 4 вузли (в підводному положенні) 11 470 км на швидкості 10 вузлів (у надводному положенні) |
| Екіпаж                                                                                   | 44—60 осіб | 44—60 осіб |
| Розміри                                                                                  | | |
| Довжина найбільша (по КВЛ)                                                               | 67,1 м | 67,1 м |
| Ширина корпусу найб.                                                                     | 6,2 м | 6,2 м |
| Висота                                                                                   | 9,6 м | 9,6 м |
| Середня осадка (по КВЛ)                                                                  | 4,74 м | 4,74 м |
| Водотоннажність надводна                                                                 | 769 т | 769 т |
| Силова установка                                                                         | | |
| дизель-електрична; 2 дизельних двигуни MAN M 6 V 40/46, 2 електродвигуни BBC GG UB 720/8 | | |
| Гвинти                                                                                   | 2 | 2 |
| Потужність                                                                               | 2 × 2100—2310 к.с. (дизелі) 2 × 750 к.с. (електродвигуни)                                                          | 2 × 2100—2310 к.с. (дизелі) 2 × 750 к.с. (електродвигуни)                                                          |
| Озброєння                                                                                | | |
| Артилерія                                                                                | 1 × 88-мм палубна гармата SK C/35                                                                                  | 1 × 88-мм палубна гармата SK C/35                                                                                  |
| Торпедно- мінне озброєння                                                                | 4 носових і один кормовий ТА 14 торпед або 26 мін TMA                                                              | 4 носових і один кормовий ТА 14 торпед або 26 мін TMA                                                              |
| ППО                                                                                      | 1 × 37-мм зенітна гармата Flak M42 2 × 20-мм зенітні гармати FlaK 30                                               | 1 × 37-мм зенітна гармата Flak M42 2 × 20-мм зенітні гармати FlaK 30                                               |

U-222 — німецький підводний човен типу VIIC, часів Другої світової війни.
Замовлення на будівництво човна було віддане 15 серпня 1940 року. Човен заклали на верфі суднобудівної компанії «F. Krupp Germaniawerft AG» у місті Кіль 16 червня 1941 року під заводським номером 652, спустили на воду 28 березня 1942 року. 23 травня 1942 року увійшов до складу 8-ї флотилії. Єдиним командиром човна був капітан-лейтенант Ральф фон Єссен.
Затонув 2 вересня 1942 року в Балтійському морі західніше Піллау (54°25′ пн. ш. 19°30′ сх. д. / 54.417° пн. ш. 19.500° сх. д.) після зіткнення з U-626. 42 члени екіпажу загинули, 3 врятовані.